# Sergio Pardilla
Sergio Pardilla Bellón (* 16. Januar 1984 in Membrilla) ist ein ehemaliger spanischer Radrennfahrer.

## Sportliche Laufbahn
Sergio Pardilla begann seine Karriere 2006 beim spanischen Continental Team Vina Magna-Cropu. Bei der Vuelta a Castilla y León wurde er Etappenneunter auf dem vierten Teilstück. Später bei der Tour de l’Avenir konnte Pardilla die zehnte und letzte Etappe von Saint-Nicolas-La-Chapelle nach Marcinelle-En-Montagne für sich entscheiden. Außerdem gewann er die Bergwertung. 2007 gewann Pardilla die Gesamtwertung der Tour des Pyrénées und 2007 die der Tour of Japan. 2010 entschied er die Gesamtwertung der heimischen Vuelta a Madrid für sich.
Nach seinen Erfolgen auf kontinentaler Ebene erhielt Pardilla 2010 einen Vertrag beim Movistar Team. Bestes Ergebnis in den zwei Jahren war der zweite Gesamtrang bei der Tour de l’Ain 2011. Zur Saison 2012 wechselte er zum Team MTN-Qhubeka, für das er 2013 die vierte Etappe der Portugal-Rundfahrt gewann.
Nach zwei Jahren wechselte Pardilla erneut das Team und wurde Mitglied bei Caja Rural-Seguros RGA. Für das Team erzielte er zahlreiche Top-10-Platzierungen bei verschiedenen Rundfahrten, unter anderem den dritten Gesamtrang bei der Burgos-Rundfahrt 2016. Sein Etappenerfolg bei der Rundfahrt blieb sein einziger Sieg für das Team.
Bis 2019 startete Pardilla bei sieben Grand Tours und beendete vier Austragungen unter den Top 20: Beim Giro d’Italia 2012 belegte er Rang 18, bei der Vuelta a España 2014 wurde er 17. und 2016 18. und 2017 15.
Nach der Saison 2019 beendete Pardilla im Alter von 35 Jahren seine Karriere als Radrennfahrer.

## Erfolge
2006
- eine Etappe Tour de l’Avenir

2007
- Gesamtwertung und eine Etappe Tour des Pyrénées

2008
- eine Etappe Vuelta a La Rioja

2009
- Gesamtwertung und eine Etappe Tour of Japan
- eine Etappe Circuito Montañés

2010
- eine Etappe Ruta del Sol
- Gesamtwertung und eine Etappe Vuelta a Madrid

2011
- Bergwertung Burgos-Rundfahrt

2013
- eine Etappe Volta a Portugal

2016
- eine Etappe Burgos-Rundfahrt

## Grand-Tour-Platzierungen
| Grand Tour            | 2011 | 2012 | 2013 | 2014 | 2015 | 2016 | 2017 | 2018 | 2019 |
| --------------------- | ---- | ---- | ---- | ---- | ---- | ---- | ---- | ---- | ---- |
| Giro d’ItaliaGiro     | 48   | 18   | –    | –    | –    | –    | –    | –    | –    |
| Tour de FranceTour    | –    | –    | –    | –    | –    | –    | –    | –    | –    |
| Vuelta a EspañaVuelta | DNF  | –    | –    | 17   | –    | 18   | 15   | 49   | 88   |